# A fekete ruhás nő
A fekete ruhás nő (eredeti címén: The Woman in Black) egy 2012-es brit horrorfilm, melyet James Watkins rendezett és Jane Goldman írt, amely Susan Hill regényén alapszik. A főszereplők Daniel Radcliffe, Ciarán Hinds, Janet McTeer, Sophie Stuckey és Liz White. A filmet egyaránt az Amerikai Egyesült Államokban és Kanadában 2012. február 3-án mutatták be, majd az Egyesült Királyságban február 10-én. Magyarországon másfél hónappal később, március 29-én.
A film folytatásának címe: A fekete ruhás nő 2. – A halál angyala, melyet 2015. január 2-án mutatták be az amerikai mozikban Daniel Radcliffe részvétele nélkül.

## Szereplők
| Színész          | Szereplő                                 | Magyar hang      |
| ---------------- | ---------------------------------------- | ---------------- |
| Daniel Radcliffe | Arthur Kipps, egy fiatal ügyvéd          | Gacsal Ádám      |
| Ciarán Hinds     | Sam Daily, egy helyi földbirtokos        | Berzsenyi Zoltán |
| Liz White        | Jennet Humfrye, A fekete ruhás nő        | ?                |
| Janet McTeer     | Elisabeth Daily, Daily felesége          | ?                |
| Roger Allam      | Mr. Bentley, Arthur magas rangú partnere | ?                |
| Tim McMullen     | Jerome, a helyi ügyvéd                   | ?                |
| David Burke      | PC Collins, falusi rendőr                | Kapácsy Miklós   |
| Misha Handley    | Joseph Kipps, Arthur fia                 | ?                |
| Sophie Stuckey   | Stella Kipps, Arthur felesége            | ?                |

## Cselekmény
|  | Alább a cselekmény részletei következnek! |

Az Edward korszakban, egy kis brit faluban, három kislány játszik a házban. Hirtelen felnéznek (és látnak egy fekete fátyolba öltözött nőt, akinek a pillantását később látjuk majd homályosan) és egy transz-szerű állapotba kerülve az ablakhoz mennek, majd kiugranak és meghalnak.
Londonban, Arthur Kipps-t (Daniel Radcliffe), egy ügyvédet, és egyben a 4 éves Joseph megözvegyült édesapját megbízza az irodája némi papírmunkával, miszerint eladjon egy nagy majorságot – az elszigetelt és elhagyatott Eel Marsh házat. Habár nem akarja otthon hagyni a kisfiát egyedül, Arthur főnöke figyelmezteti, hogy ha nem teljesíti a kötelességét, akkor el fogja veszíteni a munkáját. Arthur-t elég hidegen kezelik megérkezése óta, alig tud szobát szerezni magának az éjszakára, de találkozik egy kedves helyi férfival, Samuel Daily-vel (Ciarán Hinds) és a feleségével, Elisabeth-tel (Janet McTeer), akik megengedik neki, hogy náluk maradjon. Arthur meglátogatja a jogi kapcsolatát, Mr. Jerome-t, aki sietősen azt mondja neki, hogy térjen vissza Londonba. Ehelyett Arthur az Eel Marsh házhoz utazik, ahol úgy érzi, hogy ott képes lesz alaposan megcsinálni a munkáját. Amíg ott van, furcsa zajok, sikolyok, és egy feketébe öltözött nő megjelenése zavarják meg munkájában. Azt hívén, hogy volt egy baleset, Arthur jelenti a rendőrségnek az esetet. Három gyerek jön a rendőrállomásra; két fiú cipelve a betegesen sápadt nővérüket, Victoriát, aki végül összeesik Arthur kezeiben és meghal. A helyiek dühödten azt állítják, hogy Victoria azért halt meg, mert Arthur látta a "nőt" az Eel Marsh házban.
Aznap éjjel, Sam elárulja, hogy ő és a felesége egy fulladásos balesetben vesztette el kisfiukat, és Elisabeth, aki azt hiszi, hogy a fiuk rajta keresztül beszél, belevés egy figurát az asztalba, valakit, akit éppen felakasztanak, mielőtt végre megnyugszik. A következő napon Arthur egész éjjel az Eel Marsh házban marad, hogy befejezze a munkáját, és leveleket fedez fel Alice Drablow-tól, a ház nemrég elhunyt birtokosáról, és a látszólag mentálisan zavarodott nővéréről, Jennet Humfrye-ról (Liz White). Jennet azt állítja, hogy Alice elvette tőle a fiát, Nathaniel-t, mert mentálisan alkalmatlannak vélte őt arra, hogy felnevelje a gyereket, és követeli hogy újra láthassa. A levelek elárulják, hogy a fiú megfulladt a mocsárban, és Jennet Alice-t okolta, mert csak magát mentette meg Nathaniel helyett. Jennet aztán öngyilkosságot követett el a házban, miután azt állította, hogy soha nem fog megbocsájtani Alice-nek. Játékok kezdenek el zajokat kiadni Nathaniel szobájában, ahol Arthur ismét látja a fekete ruhás nő szellemét.
Ahogy Arthur visszaér a városba, látja, hogy Jerome háza ég, és berohan, hogy megmentse Lucy-t, Jerome lányát. Lucy gyújtotta fel a házat, a fekete ruhás nő hatása alatt.
Miután Mr. Jerome lánya is meghal, Arthur rájön, hogy Jennet áll a gyerekek halálának hátterében, aki a fekete ruhás nő; mivel a saját gyerekét elvették tőle, ezért ő is elvesz minden gyereket a városlakóktól azáltal, hogy hipnotizálja őket, hogy öngyilkosak legyenek. Ahányszor csak látják, mindig meghal egy gyerek. Elisabeth figyelmezteti Arthur-t, hogy Joseph, aki a városba jön a dajkájával együtt következő nap, a fekete ruhás nő célpontja. Hogy megkísérelje az átok megszüntetését, Arthur úgy dönt, hogy újraegyesíti Nathaniel-t és Jennet-et azáltal, hogy megtalálják Sam-mel a fiú holttestét a mocsárban. Elhelyezik a hullát az Eel Marsh házban, ahol Jennet megtalálja; Arthur úgy látja, hogy a nő megelégedett. Azonban nem képes a karjaiban tartani a fiút, feltehetőleg azért, mert nem tud megbocsájtani Alice-nek. Arthur és Sam ezután sírba helyezik Jennet fiának a holttestét a nővel együtt.
Következő éjjel, Joseph és Arthur találkozik a vonatállomáson és azonnali szándékkal haza akarnak utazni Londonba. Arthur aztán látja a fekete ruhás nőt a vágány másik oldalán; Joseph az ő hatása alatt sétál a vonatszerelvények között. Nyilvánvalóvá válik, hogy az átok sosem fog megszűnni, és Jennet soha sem fog megbocsájtani. Arthur a vágányra ugrik, hogy megmentse Joseph-et egy közelgő vonattól. Ahogy ezt Sam rémülten végignézi, meglátja a fekete ruhás nőt, és látja a vonat ablakain az összes gyerek arcát, akit a nő elvett a szüleitől. Ahogy a vonat elmegy, Arthur kinyitja a szemét, de az egész vonatállomás sötét. Ahogy Arthur meglepetten körbenéz, Joseph megkérdezi: "Ki az a hölgy?" Arthur meglátja a feleségét és aztán mosolyog, mielőtt válaszolna: "Ő az anyukád." A család utána együtt eltűnik a ködben. Jennet szomorúan figyeli őket, aztán a kamerába néz, és a képernyő hirtelen feketére vált.
|  | Itt a vége a cselekmény részletezésének! |

## Média kiadás és értékelés
A fekete ruhás nő-t DVD-n és Blu-rayen 2012. június 18.-án adták ki az Egyesült Királyságban, majd az Egyesült Államokban május 22.-én, illetve nálunk – Magyarországon augusztus 8.-án.
A film felől pozitív visszajelzések érkeztek. A Metacritic oldalán a film értékelése 62% a 100-ból, ami 40 véleményen alapul. A Rotten Tomatoeson a Fekete ruhás nő 66%-os minősítést kapott, 175 értékelés alapján.